# Marek Słowiaczek
Marek Słowiaczek (ur. 29 stycznia 1976 w Trzyńcu) – polski poeta, pisarz, publicysta, dziennikarz, żeglarz oraz działacz społeczny na Zaolziu. Marek Słowiaczek publikuje po polsku, jest autorem kilku tomików poetyckich, powieści oraz licznych artykułów literackich, które ukazują się na łamach dziennika Głos - gazeta Polaków w Republice Czeskiej. 

## Życiorys
Marek Słowiaczek urodził się w Trzyńcu, wychował się w małej podbeskidzkiej miejscowości Boconowice. Na jego twórczość oraz działalność wpłynęły rodzinne opowieści dotyczące życia i działalności pradziadka Franciszka Skuliny (dyrektor miejscowej polskiej szkoły) oraz dziadka Wilhelma Słowiaczka (aktor, reżyser i działacz społeczny). Słowiaczek uczęszczał do Szkoły Podstawowej im. Henryka Sienkiewicza w Jabłonkowie, gdzie na jego wiersze zwrócił uwagę poeta i publicysta Wilhelm Przeczek, a w późniejszych latach poeta Jan Pyszko. Natomiast twórczość miejscowego pisarza Władysława Sikory w znacznym stopniu wpłynęły na warsztat poetycki Marka Słowiaczka.  
W 1989 roku rozpoczął naukę w Technikum Rolniczym w Czeskim Cieszynie. Po uzyskaniu świadectwa maturalnego postanowił kontynuować dalszą naukę na Uniwersytecie Jagiellońskim w Krakowie na wydziale Filologii Polskiej, specjalizacja nauczycielska. Stopień magistra uzyskał w 1999 po obronie pracy magisterskiej pod tytułem „Pejzaże Beskidu Morawsko Śląskiego w twórczości Władysława Młynka, Jana Pyszki i Wilhelma Przeczka”. Na studiach współpracował ze studencką grupą literacką Per-jodyk. Na łamach czasopisma o tym samym tytule publikował swoje prace.  
W 1998 poślubił Monikę Katarzynę Bojarską. Po studiach zamieszkali razem w Boconowicach na Zaolziu. W roku 2000 urodził się syn Grzegorz, w roku 2003 drugi syn Krzysztof.  
W roku 2001 Marek Słowiaczek rozpoczął pracę w stowarzyszeniu Kongres Polaków w Republice Czeskiej, gdzie wykonywał pracę kierownika biura kancelarii. Rok później stanął na czele spółki POL-PRESS s.r.o., która zajmuje się wydawaniem gazety Głos, w której także publikuje.  
W roku 2007 rozpoczął studia doktoranckie na Uniwersytecie Opolskim, w Instytutucie Filologii Polskiej. W czasie studiów zajmował się kwestią bilingwizmu w literaturze na Śląsku Cieszyńskim (przewód doktorski pt. "Bilingwizm twórczy w literaturze młodego pokolenia Zaolzian na przełomie XX i XXI wieku"). Po czterech latach przerwał studia doktoranckie.  
W roku 2016 objął funkcję prezesa MK PZKO w Boconowicach. W latach 2016–2018 pełnił funkcję prezesa koła Macierzy Szkolnej przy Polskiej Szkole Podstawowej im. Henryka Sienkiewicza w Jabłonkowie.  
Jako poeta zadebiutował w 2014 tomem poetyckim pt. Cisza skrzydeł. Twórczość Słowiaczka charakteryzuje się daleko idącym uniwersalizmem i chęcią oderwania się od twórczości regionalnej. W roku 2018 ukazał się zbiór prozy poetyckiej pt. Różnolitość_#roznolitosc. W krótkich opowiadaniach Słowiaczek potwierdził swą przynależność do bycia obywatelem świata, a nie tylko mieszkańcem Zaolzia. Trzecia publikacja Słowiaczka ukazała się w 2022 roku. Chodzi o tom poetycki pt. Dialog kolorów. Wiersze zawarte w tej książce charakteryzują się wnikliwą obserwacją świata, a sama oprawa graficzna również ma wpływ na całościowe postrzeganie tego dzieła. Od 2017 Marek Słowiaczek jest współorganizatorem uroczystej gali „Tacy Jesteśmy", która promuje osiągnięcia Polaków mieszkających w Republice Czeskiej. 

## Twórczość
- Cisza skrzydeł, zbiór poezji, Czeski Cieszyn 2014, wstęp Dariusz Pacak (Wiedeń), ilustracje Blanka Suszka Szczuka
- #roznolitosc - różnolitość, zbiór opowiadań poetyckich, Czeski Cieszyn 2018, sstęp Jarosław Jot Drużycki, zdjęcia Norbert Dąbkowski
- Dialog kolorów, zbiór poezji, Czeski Cieszyn 2022, ilustracje Daniela Kondziołka

## Teksty literackie
- druk pierwszych, prób poetyckich na łamach Gazetki Pioniera (dziś Nasza Gazetka) wraz z wywiadem, maj 1987
- współpraca przy tworzeniu studenckiego pisma literackiego Per-Jodyk. Pismo kumulacyjne wychodzące w Krakowie. Na łamach pisma ukazują się m.in. utwory poetyckie i prozatorskie, Kraków 1996 - 1998
- Karolinka. Dziennik pisany oczami – miniatura literacka, w: Własnym Głosem, Warszawa, wrzesień 2001
- XXI milowy słup – publikacja pokonkursowa, Konin 2001
- Zima, w: Akant, Warszawa, luty 2002
- w: Manko (miesięcznik studencki Akademii Ekonomicznej w Krakowie) opublikowano wiersze jego autorstwa wraz z wywiadem, Kraków, czerwiec 2002
- w: Polonika – pismo Polonii austriackiej, druk wierszy, Wiedeń, czerwiec 2002
- wiersze ukazały się na stronach internetowych Polonii austriackiej, sierpień 2002
- w: Głos Ludu, dodatek literacki Jemioła pod redakcją Kazimierza Kaszpera, debiut poetycki, Czeski Cieszyn, lipiec 2002
- Karolinka. Pamiętnik pisany oczami – miniatura literacka, w: Akant, Warszawa, luty 2003
- utwory poetyckie, w: Zwrot (dział poświęcony poezji), nr 6, Czeski Cieszyn 2003
- w: Głos Ludu, Zwyczajne marzenia – rzecz o wieczności – opowiadanie, Czeski Cieszyn, grudzień 2012
- w: Głos Ludu, Odejść przed Tobą – opowiadanie, Czeski Cieszyn, czerwiec 2013
- w: Głos Ludu, Nie było miejsca dla Ciebie – opowiadanie, Czeski Cieszyn, grudzień 2013
- na łamach dziennika Głos ukazuje się cykl tekstów literackich pt. Dekagrameron uśmiechów – dziennik pandemiczny, pod pseudonimem BO CO, Czeski Cieszyn 2020 - 2021

## Nagrody i wyróżnienia
- nagroda za recytację (utwór własny), I nagroda w klasyfikacji generalnej oraz nagroda publiczności, Międzynarodowy Konkurs Recytatorski Szkół Rolniczych - Czeski Cieszyn (polskich, czeskich, słowackich), listopad 1993
- nagroda za recytację (utwór własny), Międzynarodowy Konkurs Recytatorski Szkół Rolniczych – Czeski Cieszyn (polskich, czeskich, słowackich), listopad 1994
- nagroda, Międzynarodowy konkurs poetycki Gniazdo rodzinne ogłoszone przez Towarzystwo Przyjaciół Wąglan, Wąglany, kwiecień 2001
- nagroda w kategorii proza, Konkurs literacki ogłoszony przez Fundację Młodej Polonii w Warszawie, Warszawa, sierpień 2001
- otrzymał wyróżnienie w konkursie poetyckim im. Jana Hulki – Laskowskiego w Żyrardowie, Żyrardów, październik 2001
- otrzymał wyróżnienie w konkursie poetyckim O Nagrodę milowego słupa, Konin, październik 2001
- otrzymał wyróżnienie w konkursie poetyckim GL 63 (Grupa Literacka 63) – Czeski Cieszyn, grudzień 2001
- Karolinka. Pamiętnik pisany oczami – miniatura literacka, w: Akant, Warszawa, luty 2003.